# Barbança (comarca)
A Comarca de Barbança (em galego, Comarca da Barbanza) é uma comarca galega que inclui os seguintes concelhos:  Boiro, a Póvoa do Caraminhal, Rianjo e Ribeira.
Seus limites territoriais são: ao norte, com a Comarca de Noia; ao leste, com as comarcas de Caldas e Sar; ao sul com a Ria de Arousa e, ao oeste, com o Oceano Atlântico.